# ایدا نیکلایچوک
ایدا نیکلایچوک (اوکراینی: Аїда Юріївна Ніколайчук؛ زادهٔ ۳ مارس ۱۹۸۲) خوانندگی اهل اوکراین است. وی از سال ۲۰۱۱ میلادی تاکنون مشغول فعالیت بوده‌است.